# Luis Marín Baharona
Luis Marín Baharona (Valparaíso, 1983. május 18. –) chilei válogatott kapus.
A chilei válogatott tagjaként részt vett a 2010-es világbajnokságon.

## Sikerei, díjai
Universidad de Chile
- Chilei bajnok (1): 2014–15 Apertura